# 인천송림초등학교
인천송림초등학교는 대한민국 인천광역시 동구 송림동에 있는 공립 초등학교이다.

## 학교 연혁
| 1933년 | 5월 1일   | 인천제2공립보통학교 개교(인천부 송림리, 설립인가 4월 5일) |
| 1938년 | 4월 1일   | 인천송림공립심상소학교 개칭                               |
| 1939년 | 3월 18일  | 제1회 졸업식(133명)                                       |
| 1941년 | 4월 1일   | 인천송림공립국민학교로 개칭                               |
| 1996년 | 3월 1일   | 인천송림초등학교로 개칭                                   |
| 1997년 | 12월 31일 | 본관 재준공(4층, 정규교실 24실, 특별실 다수)              |
| 2002년 | 6월 17일  | 송림체육관 개관 (574.81평)                                |
| 2003년 | 2월 11일  | 신관 준공(5층, 정규교실 20실)                             |
| 2007년 | 11월 1일  | 학교생태숲 "솔빛고운수목원", 다목적실 "예사랑채" 준공     |
| 2009년 | 5월 20일  | 교육선진화시설 개관식                                     |
| 2009년 | 5월 20일  | 대운동회, 잔디운동장, 숲속뜰안채, 예그린쉼터 준공         |
| 2015년 | 3월 1일   | 제25대 최금례 교장 취임                                   |
| 2016년 | 2월 12일  | 제78회 졸업식 (76명, 총 31,574명)                         |
| 2016년 | 3월 1일   | 22학급 편성(일반 21학급, 특수 1학급)                      |
| 2016년 | 11월 22일 | 솔숲학예발표회 실시(~ 11월 24일)                          |
| 2017년 | 2월 10일  | 제79회 졸업식(100명 졸업: 총 31,755명)                    |
| 2017년 | 3월 1일   | 21학급(일반학급 20, 특수학급 1)편성                       |

## 참고 자료
- 인천송림초등학교 - 한국교육학술정보원 학교알리미